# Napaea eucharila
Espèce
Napaea eucharila est une espèce d'insectes lépidoptères (papillons) appartenant à la famille des Riodinidae, à la sous-famille des Riodininae et au genre Napaea.

## Dénomination
Napaea eucharila a été décrit par Henry Walter Bates en 1867 sous le nom de Cremna eucharila.

### Sous-espèces
- Napaea eucharila eucharila
- Napaea eucharila parvipuncta Lathy, 1932 ; présent dans le Mato Grosso au Brésil.
- Napaea eucharila picina Stichel, 1910 ; présent au Costa Rica et à Panama[1].

### Nom vernaculaire
Napaea eucharila se nomme White-stiched Metalmark ou Eucharila Metalmark en anglais,.

## Description
Napaea eucharila est un papillon de couleur marron grisé, d'une envergure d'environ 34 mm, à l'apex des ailes antérieures angulaire et au corps annelé de marron et de blanc crème. Le dessus marron grisé est piqueté de gros points blanc crème avec aux ailes postérieures une ligne submarginale orange.
Le revers est plus clair avec aux ailes antérieures de nombreux points blanc verdi et aux ailes postérieures un quadrillage blanc verdi encadrant des damiers marron grisé.

## Biologie

### Plantes hôtes
Les plantes hôtes de sa chenille sont des Aechmaea, Guzmania, de Vriesia et Ananas comosus.

## Écologie et distribution
Napaea eucharila est présent au Mexique, au Costa Rica, au Nicaragua, à Panama, en Guyane, en Guyana, au Surinam et au Brésil,,.

### Protection
Pas de statut de protection particulier.